# Kančevci
Kančevci este o localitate din comuna Moravske Toplice, Slovenia, cu o populație de 55 de locuitori.